# Parque nacional Garganta Isla

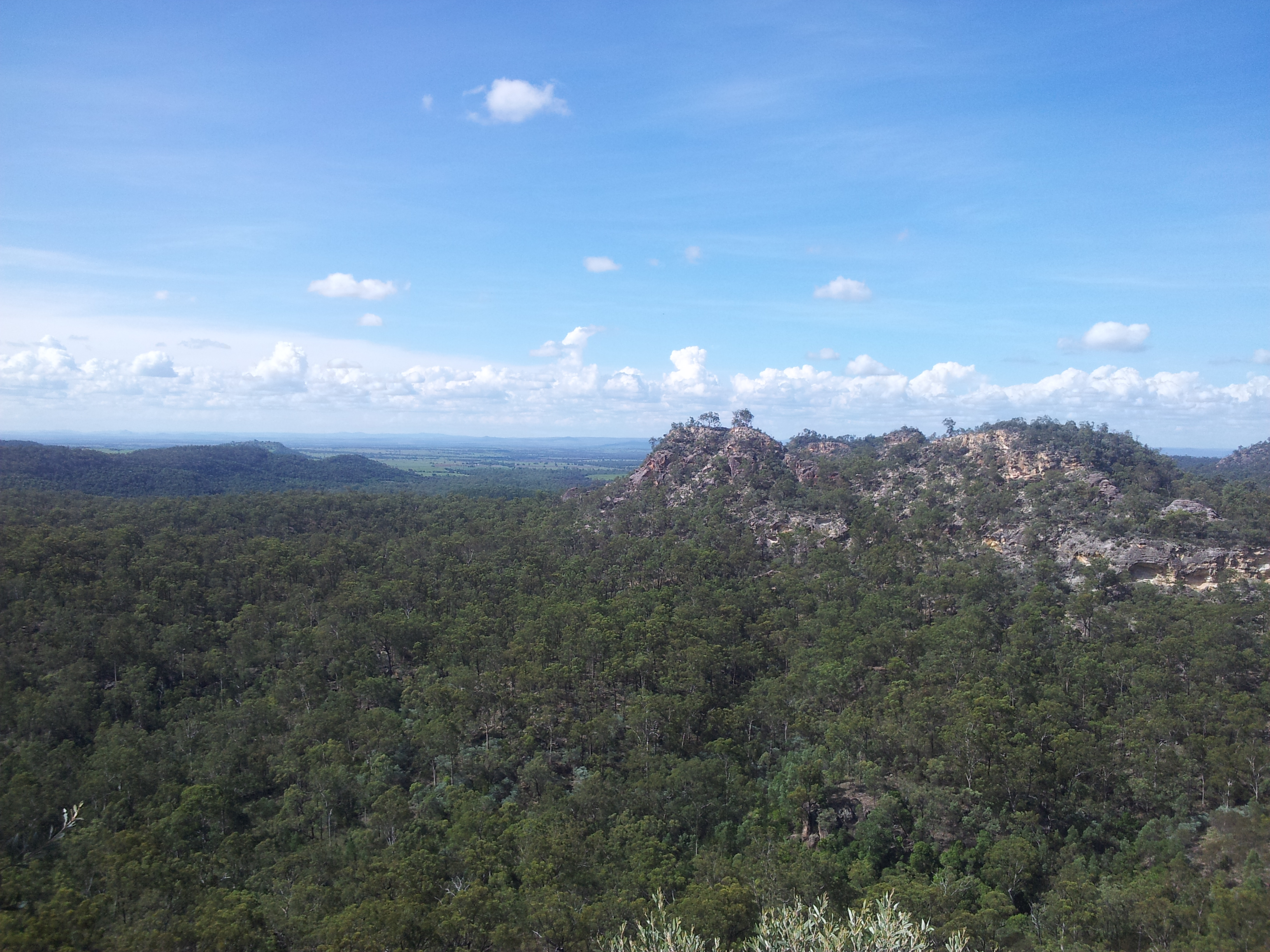
Mirando hacia el norte desde el área de descanso en el Parque Nacional Garganta Isla sobre el desfiladero boscoso y la parte norte del desfiladero.

Garganta Isla es un parque nacional en Queensland (Australia), ubicado a 415 km al noroeste de Brisbane.

## Datos
- Área: 78,50 km²
- Coordenadas: 25°10′10″S 149°56′42″E / -25.16944, 149.94500
- Fecha de Creación: 1964
- Administración: Servicio para la Vida Salvaje de Queensland
- Categoría IUCN: II

Véase también:
- Zonas protegidas de Queensland